# چیانگ تسای-یون
چیانگ تسای-یون (انگلیسی: Chiang Tsai-yun؛ زادهٔ ) یک بازیکن تنیس روی میز است. 
وی در مسابقات کشوری و بین‌المللی در مجموع برنده ۲ مدال طلا شده‌است.